# Drej 000
Drej 000 er en dansk 
dokumentarfilm fra 1970, der er instrueret af Kjeld Ammundsen og optaget i anledning af Københavns Brandvæsens 100-års jubilæum. Titlen hentyder til det daværende alarmtelefonnummer.

## Handling
Denne artikel mangler et handlingsreferat. Hjælp os med at skrive det.